# Mantet
Mantet en idioma francés y oficialmente, Mentet en catalán, es una localidad  y comuna francesa, situada en el departamento de Pirineos Orientales en la región de Languedoc-Rosellón y comarca histórica del Conflent.
A sus habitantes se les conoce por el gentilicio de mantetois en francés o mentetaire,mentetenc,
mentetaira o mentetenca en catalán.

## Geografía

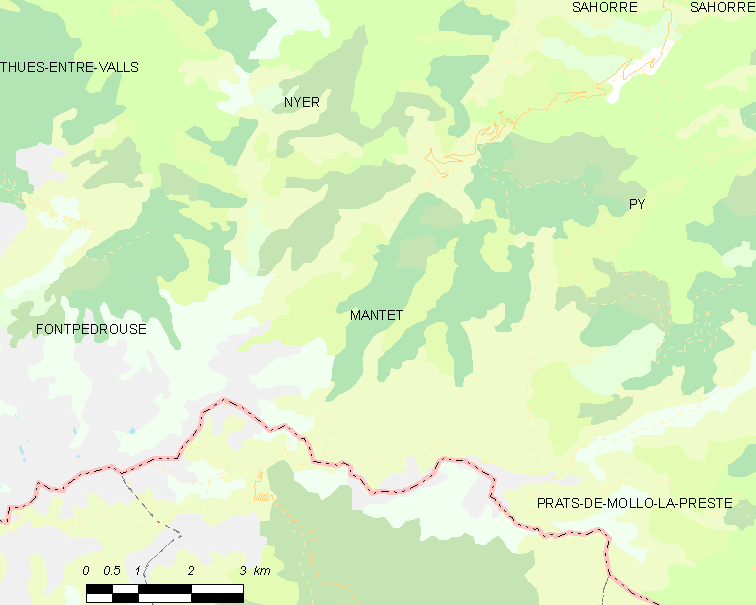
Situación de Mantet

## Demografía
| 13 | 4 | 7 | 23 | 26 | 17 |
| Para los censos de 1962 a 1999 la población legal corresponde a la población sin duplicidades (Fuente: INSEE [Consultar]) |   |   |    |    |    |